# Tin-Chau Tsui
 (mars 2012).
Si vous disposez d'ouvrages ou d'articles de référence ou si vous connaissez des sites web de qualité traitant du thème abordé ici, merci de compléter l'article en donnant les références utiles à sa vérifiabilité et en les liant à la section « Notes et références ».
Tin-Chau Tsui (Hong Kong, 1958) (jiaxiang: Guangdong, Zhongshan) est un Chinois qui habite aux Pays-Bas et qui est connu dans la communauté chinoise aux Pays-Bas. En 1972, il a émigré aux Pays-Bas.

## Biographie
Après l'enseignement secondaire, il a étudié les langues et cultures chinoises à l'Académie catholique et pédagogique de Maastricht et à l'université de Leyde.
Tsui est professeur de chinois dans l'enseignement professionnel supérieur et dans l'enseignement secondaire. Il met également au point des matériels pédagogiques et des méthodes d'enseignement pour les cours de chinois et pour des écoles chinoises (du samedi) aux Pays-Bas. Sa méthode de chinois « Chinees? 'n Makkie » (Le chinois ? C'est du gâteau) est connu[réf. nécessaire]. Jusqu'en 2010, Tsui était professeur au Collège Charlemagne dans le Limbourg néerlandais.
Tsui est surtout connu dans la communauté chinoise aux Pays-Bas grâce à l'émission du NPS « Snelle berichten Nederland-China » (Messages rapides Pays-Bas-Chine)[réf. nécessaire]. De 1996 à 2005, il a présenté le cours néerlandais « Aa Laa (alle) dingen Yeung Yeung Sóow/阿啦dingen樣樣數 » (toutes les choses). Il a également présenté le cours « Dag in dag uit Nederlands/荷语日日讲 » (Le néerlandais jour après jour). Avec Yiu-Fai Chow, Tsui a présenté des programmes d'été comme « Yauw Moow Kôk Tsôh有冇搅错 »[réf. nécessaire].

## Publications
Outre des méthodes d'enseignement et des matériels pédagogiques, Tsui a publié les œuvres suivants :
- T.C. Tsui (1995). Chinese Wijsheden en parallelle Nederlandse gezegdes in twee talen (Sagesses chinoises et proverbes néerlandais parallèles en deux langues)
- Geense, P. & T.C. Tsui (2001). Chinees. In: G. Extra & J.J. de Ruiter (red). Babylon aan de Noordzee. Nieuwe talen in Nederland. (Babylone à la mer du Nord. Nouvelles langues aux Pays-Bas.)